# Medolla
Medolla là một đô thị ở tỉnh Modena thuộc vùng Emilia-Romagna, có vị trí cách khoảng 45 km về phía tây bắc của Bologna và khoảng 25 km về phía đông bắc của Modena. Tại thời điểm ngày 31 tháng 12 năm 2004, đô thị này có dân số 5.901 người và diện tích 26,8 km².
Đô thị Medolla có các frazioni (đơn đơn vị cấp dưới, chủ yếu là các làng) Villafranca và Camurana.
Medolla giáp các đô thị: Bomporto, Camposanto, Cavezzo, Mirandola, San Felice sul Panaro, San Prospero.